# Lactarius deliciosus
Lactarius deliciosus (L.) Gray, A Natural Arrangement of British Plants (London) 1: 624 (1821).
Il Lactarius deliciosus è un fungo dall'elevato pregio alimentare; negli ultimi tempi si sta diffondendo anche nei ristoranti, anche se non ha ancora raggiunto una popolarità al pari di porcini e finferli.

## Descrizione della specie

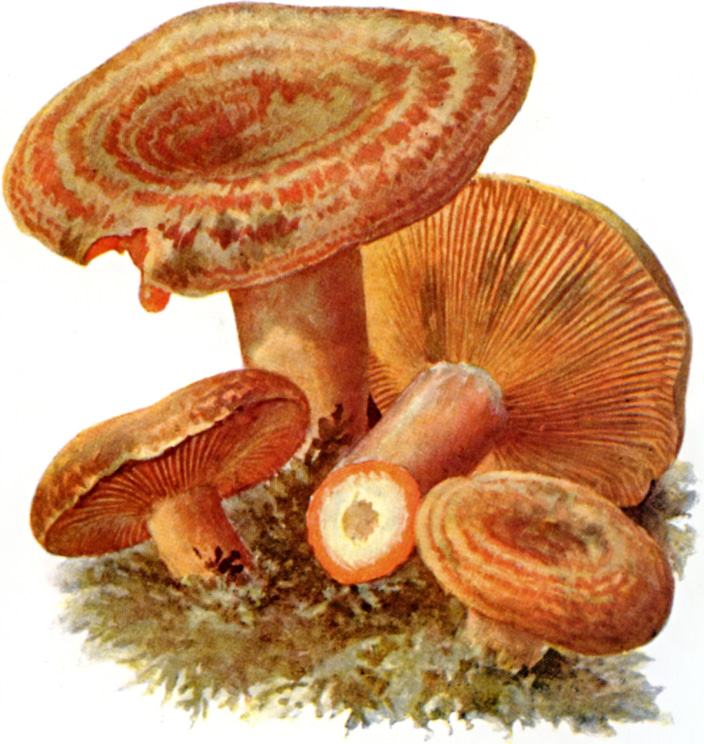
Illustrazione di L. deliciosus

### Cappello
Fino a 12 cm di diametro; convesso-piano, tomentoso o pruinoso, rosso-aranciato o carneo; poi imbutiforme, squamoso, con venature concentriche verdastre.

### Lamelle
Fitte, strette, ineguali, decorrenti sul gambo; colore arancione con riflessi rossastri, viranti leggermente nel verde alla rottura o al tocco.

### Gambo
3-6 × 1,5-2,5 cm, corto, cilindrico, attenuato in basso, presto cavo, concolore al cappello (color arancio pallido, con scrobicolature rosso-arancio).

### Carne
Soda, più o meno spessa, fragile, rosea ma colorata rosso-carota sotto la cuticola, si colora verde all'aria.
- Odore: di frutta, gradevole.
- Sapore: dolciastro, lattice dolce con retrogusto un po' acre; leggermente pepato.

### Lattice
Arancio, rossastro.

### Spore
8-10 × 6-8 µm, leggermente ellissoidali, ornate da verruche unite in spesse creste, bianco-crema in massa.

## Habitat
Cresce nei boschi di pino in estate-autunno, su suoli acidi.

## Commestibilità

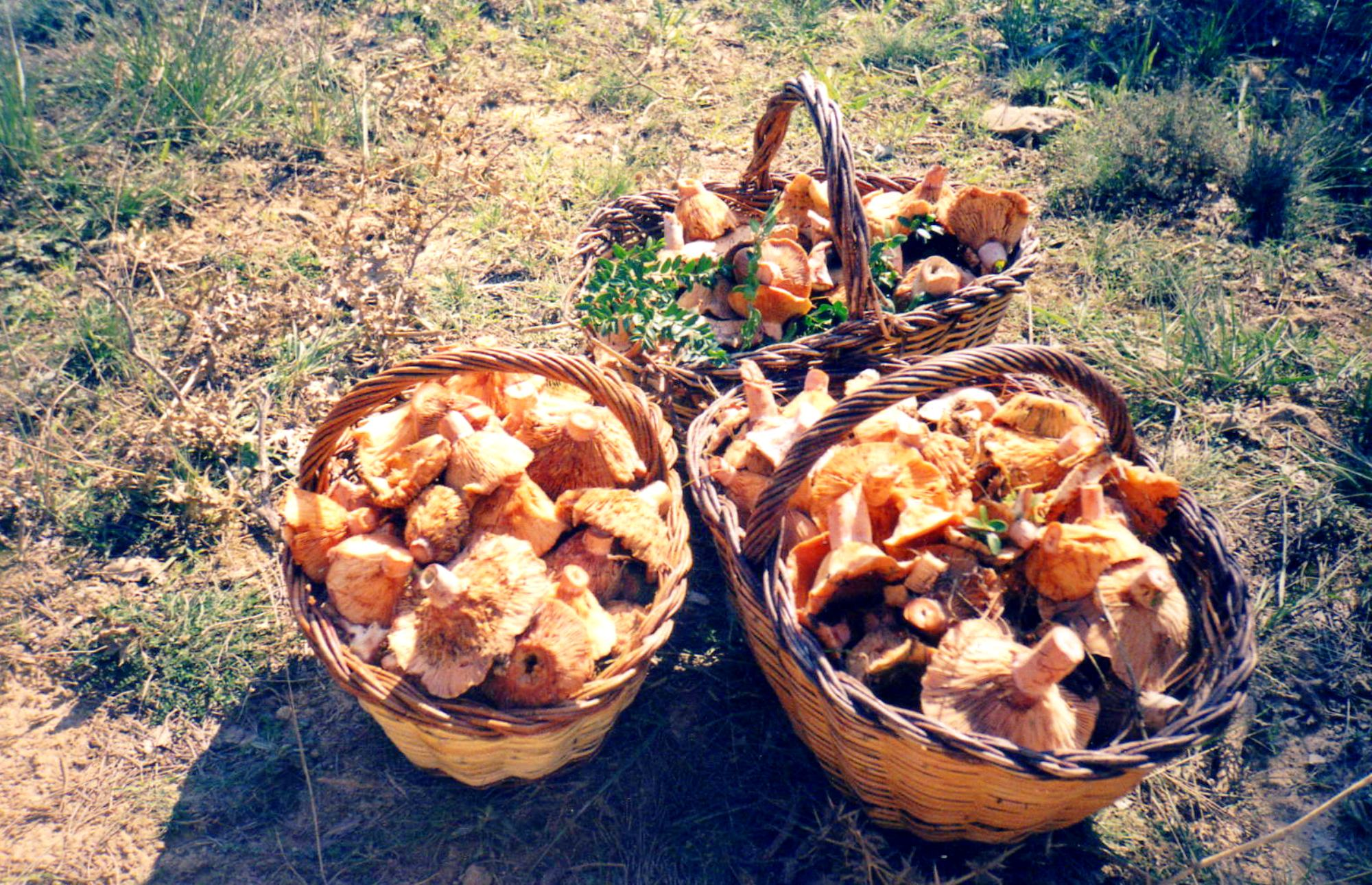
Raccolto di Lactarius delicious

Ottima. necessaria cottura.
Molto ricercato ed apprezzato.

## Etimologia
Dal latino deliciosus = delizioso, per il sapore.

## Sinonimi e binomi obsoleti
- Agaricus deliciosus L., Species Plantarum 2: 1172 (1753)
- Agaricus lactifluus [var.] deliciosus (L.) Pers., Synopsis Methodica Fungorum (Göttingen) 1: 432 (1801)
- Lactifluus deliciosus (L.) Kuntze, Revis. gen. pl. (Leipzig) 2: 856 (1891)

## Nomi comuni
- Sanguinaccio, Sanguinello, Rossella, Pinniculo, Rosito (altopiano della Sila - Calabria)
- Sanguin (Liguria)
- Lattarulu o Sanguignu nel salento (Puglia)
- Fungo dell'alpino, Fonghi dal pin, Sanguinaroi (Trentino)
- Raviolonso (Isola di Pantelleria)
- Rossella, Sanguinello, Pennenciole, Pennecciola, Pineggiola (Toscana)
- Sanguinoso (Umbria)
- Apitinu (Basilicata)
- Cummarine (Albidona - Calabria)
- Tron (Astigiano - Piemonte)
- Fungo Zappino (Gargano - Puglia)
- Sanguanì (Valle Sabbia)

## Specie simili
Può essere confuso con altri lattari come ad esempio:
- Lactarius deterrimus
- Lactarius salmonicolor
- Lactarius sanguifluus
- Lactarius vinosus